# Rika Satō
Rika Satō (さとう里香 Satō Rika?) (Kioto, Japón; 18 de abril de 1987) es una ex-actriz y ex-gravure idol japonesa.

## Carrera
Alrededor del 2005, participó activamente en comerciales principalmente en el oeste de Japón. Pertenecía a Kefi Sea bajo el nombre artístico de Aoi Sato. Después de eso, se trasladó a Platinum Production y estuvo activo con su nombre real, pero desde el 1 de mayo del 2008, cambió su apellido a Hiragana.
En 2007, trabajó como miembro de SUPER GT Image Girl "Shiny" con Reona Suzuki y Yurika Shima que pertenecen a la misma oficina. Aprovechando esta oportunidad, apareció en muchos programas de gravure idol y televisión.
En 2009, hizo su primera aparición en un drama en serie con "Voice-Voice of the Dead".
En 2010, apareció con el rol de Eri/Gosei Pink en la serie Super Sentai número 34 Tensō Sentai Goseiger.
En 2011 dejó Platinum Productions y se retiró del mundo del entretenimiento.

## Acontecimientos
- Cuando estaba en la escuela primaria, Morning Musume, falló en la selección de documentos.
- Hizo una ruptura como "Baka Catalent" porque hizo una serie de respuestas raras en "Quiz! Hexagon II" y "Hot Blood! Heisei Education Academy" (ambos de Fuji TV). Sin embargo, desde 2010, ambos programas se han abandonado para concentrarse en sus actividades como actriz en la serie de ese entonces Tensō Sentai Goseiger.
- Después de retirarse del mundo del entretenimiento, se casó y tuvo una hija en 2017 (Mikiho Niwa, quien coprotagonizó Tensō Sentai Goseiger, informó el suceso en su Instagram el 7 de junio de 2017).

## Filmografía

### Variedad
- Premier's Nest (2007)
- Norista is ~ i! (2007-2008): Umami
- Raji Karut (2008-2009) Lunes, miércoles (cada dos semanas), esquina de pronóstico del tiempo del viernes, etc.
- Quiz! Hexagon II (2008-2010): Irregular
- Hot Blood! Academia de Educación Heisei (2007): Irregular
- Escuela de Educación Heisei ☆ Después de la escuela (2008): Esquina regular
- Piramekino (2009): Esquina regular

### Drama de televisión
- Voice ~ Voice of the Dead (2009): Natsumi Horii (Episodios 1, 2, 5, 6, 8 y episodio final)
- BOSS 7th (2009): Ella misma
- Tensō Sentai Goseiger (2010-2011): Eri/Gosei Pink

### Película
- Serie Super Sentai: Eri/Gosei Pink
  - Samurai Sentai Shinkenger vs. Go-onger: Ginmaku Bang!! (30 de enero de 2010): Solo voz
  - Tensō Sentai Goseiger: Epic on the Movie (7 de agosto de 2010)
  - Tensō Sentai Goseiger vs. Shinkenger: Epic on Ginmaku (22 de enero de 2011)
  - Gōkaiger Goseiger Super Sentai 199 Hero Great Battle (11 de junio de 2011)